# Thirty Seconds Over Winterland
Thirty Seconds Over Winterland – dziewiąta płyta amerykańskiego zespołu rockowego Jefferson Airplane z 1973 roku. Tytuł albumu nawiązuje do filmu 30 sekund nad Tokio i do hali koncertowej Winterland. Jest to wydanie koncertowe zespołu, nagrane w czasie trasy do albumu Long John Silver.
W 1990 grupa wytoczyła proces sądowy przeciwko Berkley Systems za skopiowanie treści okładki albumu. Proces został przegrany z powodu braku praw autorskich do grafiki okładki.

## Lista utworów
| 1. | Have You Seen the Saucers? (Kantner) | 4:15  |
|    |                                      |       |
| 2. | Feel So Good (Kaukonen)              | 11:10 |
|    |                                      |       |
| 3. | Crown of Creation (Kantner)          | 4:05  |
|    |                                      |       |
| 4. | When the Earth Moves Again (Kantner) | 4:05  |
|    |                                      |       |
| 5. | Milk Train (Slick/Creach/Spotts)     | 3:57  |
|    |                                      |       |
| 6. | Trial by Fire (Kaukonen)             | 5:00  |
|    |                                      |       |
| 7. | Twilight Double Leader (Kantner)     | 5:41  |
|    |                                      |       |
|    |                                      | 38:13 |
|    |                                      |       |

## Twórcy
- Jack Casady – gitara basowa
- Paul Kantner – wokal, gitara rytmiczna
- Jorma Kaukonen – gitara solowa, wokal
- Grace Slick – wokal
- Papa John Creach – skrzypce
- John Barbata – perkusja
- David Freiberg – wokal
- Pat "Maurice" Ieraci – koordynator produkcji
- Don Gooch – produkcja
- Mallory "Mallory" Earl – inżynier dźwięku
- Bruce Steinberg – projekt okładki, ilustracje, fotografie